# Vlakte van Bocholt

Kaart van de belangrijkste geologische breuken

De Vlakte van Bocholt is een laaggelegen gebied in België dat zich bevindt ten noordoosten van het Kempens Plateau, waarvan het gescheiden is door een steilrand van een twintigtal meter hoogte, die naar het noordwesten toe in hoogteverschil afneemt. De vlakte ligt ten noordoosten van de kernen Bocholt en Bree. Zij loopt door tot iets voorbij de Nederlandse grens, bij Stramproy.
De steilrand tussen Bree en Neeroeteren wordt veroorzaakt door de Feldbissbreuk. Deze breuklijn splitst zich in de omgeving van Bree in andere breuklijnen en vormt een waaier van steilranden in noordelijke richting. Ter hoogte van Bree splitst de Feldbissbreuk op in de breuk van Grote-Brogel, de breuk van Reppel en de Feldbissbreuk zelf, die ook wel breuk van Bocholt wordt genoemd. Doordat de Feldbissbreuk in meerdere breuklijnen opsplitst, is de rand van het Kempens Plateau minder steil in het landschap dan wanneer dit vergeleken wordt met de oostelijke steilrand van het Kempens Plateau ter hoogte van de Itterbeek en de Bosbeek.
Waar het Kempens Plateau op ruim 60 meter hoogte ligt, ligt de vlakte van Bocholt op 30 - 40 meter hoogte. Talrijke beken, waarvan de Abeek de belangrijkste is, lopen vanaf het Kempens Plateau door de Vlakte van Bocholt in noordwestelijke richting. Daar komen de meeste van deze beken uit in de Abeek, waar zich een groot, moerassig gebied bevond. De Abeek is echter van 1865-1875 sterk vergraven, teneinde het moeras te ontginnen. Ook de Lossing werd toen aangelegd. Na enige tijd succesvol geweest te zijn, mislukte het project op den duur. Veel terreinen in dit gebied behoren tegenwoordig tot het Grenspark Kempen-Broek.
De Vlakte van Bocholt ligt in de Roerdalslenk, waar de genoemde steilrand overeenkomt met de Feldbissbreuk.